# 1142
El 1142 (MCXLII) fou un any comú iniciat en dijous pertanyent a l'edat mitjana.

## Esdeveniments
- Traducció de l'Alcorà al llatí
- Fracassat intent de saqueig de Trípoli pels normands[1]
- Tractat de Shaoxing
- El rei Alfons VII de Lleó conquereix Còria
- Guillem de Malmesbury escriu la seva segona crònica[2]

## Naixements
- Fujiwara Takanobu, artista
- Farid-ad-Din Attar
- Hug III de Borgonya

## Necrològiques
- Pere Abelard
- Clemència d'Aquitània
- Orderic Vitalis